# Šentjernej
 Šentjernej  est une commune de Slovénie située dans la région de la Basse-Carniole.

## Géographie
La commune est localisée au sud-est de la Slovénie à la frontière avec la Croatie. La zone appartient ainsi au nord-est des Alpes dinariques.

### Villages
Les localités qui composent la commune sont Apnenik, Breška vas, Brezje pri Šentjerneju, Cerov Log, Čadraže, Čisti Breg, Dobravica, Dolenja Brezovica, Dolenja Stara vas, Dolenje Gradišče pri Šentjerneju, Dolenje Mokro Polje, Dolenje Vrhpolje, Dolenji Maharovec, Drama, Drča, Gorenja Brezovica, Gorenja Gomila, Gorenja Stara vas, Gorenje Gradišče pri Šentjerneju, Gorenje Mokro Polje, Gorenje Vrhpolje, Gorenji Maharovec, Groblje pri Prekopi, Gruča, Hrastje, Hrvaški Brod, Imenje, Javorovica, Ledeča vas, Loka, Mali Ban, Mihovica, Mihovo, Mršeča vas, Orehovica, Ostrog, Polhovica, Prapreče pri Šentjerneju, Pristava pri Šentjerneju, Pristavica, Rakovnik, Razdrto, Roje, Sela pri Šentjerneju, Šentjakob, Šentjernej, Šmalčja vas, Šmarje, Tolsti Vrh, Veliki Ban, Volčkova vas, Vratno, Vrbovce, Vrh pri Šentjerneju, Zameško, Zapuže, Žerjavin et Žvabovo.

## Démographie
Entre 1999 et 2021, la population de la commune a régulièrement augmenté pour dépasser le seuil des 7 000 habitants,.
Évolution démographique
| 1999  | 2000  | 2001  | 2002  | 2003  | 2004  | 2005  | 2006  | 2007  |
| ----- | ----- | ----- | ----- | ----- | ----- | ----- | ----- | ----- |
| 6 585 | 6 599 | 6 621 | 6 654 | 6 651 | 6 696 | 6 719 | 6 711 | 6 752 |
| 2008  | 2009  | 2010  | 2011  | 2012  | 2013  | 2014  | 2015  | 2016  |
| 6 791 | 6 694 | 6 727 | 6 779 | 6 882 | 6 908 | 6 946 | 6 990 | 6 993 |
| 2017  | 2018  | 2019  | 2020  | 2021  |       |       |       |       |
| 7 094 | 7 062 | 7 125 | 7 199 | 7 225 |       |       |       |       |